# Loren Murchison
Loren Murchison (Farmersville, 17 dicembre 1898 – Lakewood, 11 giugno 1979) è stato un velocista statunitense.
È stato due volte campione olimpico nella staffetta 4×100 metri, la prima volta nel 1920 ai Giochi di Anversa con i connazionali Charley Paddock, Jackson Scholz e Morris Kirksey, la seconda a Parigi 1924 insieme a Louis Clarke, Frank Hussey e Al LeConey. In entrambe le edizioni ottenne anche il sesto posto nei 100 metri piani, mentre nel 1920 arrivò quarto nei 200 metri piani.
Nel 1925 Murchison fu colpito da meningite spinale e rimase paralizzato per il resto della sua vita.

## Palmarès
| Anno | Manifestazione  | Sede    | Evento                | Risultato | Prestazione | Note  |
| ---- | --------------- | ------- | --------------------- | --------- | ----------- | ----- |
| 1920 | Giochi olimpici | Anversa | 100 metri piani       | 6º        | 11"1        | [ 1 ] |
| 1920 | Giochi olimpici | Anversa | 200 metri piani       | 4º        | 22"2        | [ 1 ] |
| 1920 | Giochi olimpici | Anversa | Staffetta 4×100 metri | Oro       | 42"2        |       |
| 1924 | Giochi olimpici | Parigi  | 100 metri piani       | 6º        | 11"0        |       |
| 1924 | Giochi olimpici | Parigi  | Staffetta 4×100 metri | Oro       | 41"0        | [ 2 ] |

## Campionati nazionali
- 2 volte campione statunitense delle 100 iarde (1920 e 1923)
- 2 volte campione statunitense delle 220 iarde (1918 e 1923)
- 1 volta campione britannico delle 100 iarde (1925)
- 1 volta campione britannico delle 220 iarde (1925)